# 法布里亚诺
法布里亚诺（義大利語：Fabriano），是意大利安科纳省的一个市镇。总面积269.61平方公里，人口31798人，人口密度117.9人/平方公里（2009年）。ISTAT代码为042017。